# Emilio Prados
Emilio Prados Such (Málaga, 4 de marzo de 1899 - México, 24 de abril de 1962) fue un poeta español, perteneciente a la Generación del 27.

## Biografía
Sus primeros  años transcurren en Málaga, donde estudió el bachiller y comenzó a relacionarse con la bohemia artística de la ciudad, que se reunía en las tertulias del Café Inglés, en la malagueña calle Larios, donde conoce a otros jóvenes poetas como Manuel Altolaguirre, José Moreno Villa, José María Hinojosa o José María Souvirón.
En 1914 obtiene una plaza en el Grupo de Niños de la Residencia de Estudiantes de Madrid. En este internado conoce a Juan Ramón Jiménez, uno de los asiduos invitados y quien, junto con la afición a los libros inculcada por su abuelo Miguel Such. Such en la infancia, determinaría su inclinación hacia la poesía. En 1918 se incorpora al grupo universitario de la Residencia, centro que se convierte en punto convergente de las ideas vanguardistas e intelectuales de Europa, así como en un foro de diálogo permanente entre ciencias y artes. En este fecundo caldo de cultivo se forma la Generación del 27 y es aquí donde Prados entabla amistad con el círculo que forman Federico García Lorca, Luis Buñuel, Juan Vicens, José Bello y Salvador Dalí.
En el verano de 1924 regresa a la capital malagueña, donde continúa su actividad como escritor, funda y edita, junto a Manuel Altolaguirre y Bernabé Fernández-Canivell y Sánchez, la revista Litoral, el hito más renovador de la cultura española de los años 20, en cuyas páginas refleja el diálogo entre poesía, música y pintura del que bebió en la Residencia de Estudiantes, logrando reunir bajo un único código creativo a figuras tan relevantes como Jorge Guillén, Moreno Villa, Manuel de Falla, Pablo Picasso, Salvador Dalí, Ángeles Ortiz o Federico García Lorca, entre muchos otros.
En 1925 inicia su actividad como editor de la imprenta Sur, en la que trabaja también junto a Altolaguirre y Fernández-Canivell. De estos talleres saldrán publicados gran parte de los títulos de la poesía del 27. El esmerado trabajo de edición que realizan ambos poetas les procura prestigio internacional.
Paralelamente a sus actividades creadoras, su compromiso social se va decantando hacia un progresivo interés por los sectores más pobres y desfavorecidos de la sociedad. Es en plena República, en 1934, cuando su acercamiento a la izquierda se muestra explícitamente. El clima de violencia que impera en Málaga al estallar la guerra, en el que es fusilado su amigo José María Hinojosa en las tapias del cementerio de San Rafael por un grupo de milicianos del ejército republicano que habían asaltado previamente la prisión provincial, le hace trasladarse a Madrid, donde entra a formar parte de la Alianza de Intelectuales Antifascistas. Colabora en tareas humanitarias, ayuda en la organización del II Congreso Internacional de Escritores y en la edición de varios libros (Homenaje al poeta Federico García Lorca y Romancero general de la guerra de España), al tiempo que se publican varias de sus obras. Recibe el Premio Nacional de Literatura por la recopilación de su poesía de guerra, Destino fiel, en 1938.
Poco después se instala en Barcelona para encargarse, junto con Altolaguirre otra vez, de las “Publicaciones del Ministerio de Instrucción Pública”, pero la situación es ya insostenible para un republicano en la España de comienzos de 1939, por lo que decide marcharse a París. El 6 de mayo de 1939 parte, junto con otras destacadas figuras de la intelectualidad republicana, hacia México, donde residirá hasta su muerte en 1962.  No obstante sus cortos recursos—cuando no conseguía trabajo sobrevivía del dinero que le enviaba su hermano desde el Canadá—adoptó y crio a dos huérfanos.

## Obra poética
Primera etapa (1925-1928): busca las correspondencias de la naturaleza con la otredad del ser. Funde elementos vanguardistas y surrealistas con sus raíces arábigo-andaluzas y las poéticas puristas y neopopularistas de la época.
- Tiempo (1925),
- Veinte poemas en verso,
- Seis estampas para un rompecabezas (1925),
- Canciones del farero (1926),
- Vuelta (1927),
- El misterio del agua (1926-27, publicado en 1954, en Antología), y
- Cuerpo perseguido (1927-28, publicado en 1946).

Segunda etapa (1932-1938): se entrega a la poesía social y política con un lenguaje surrealista.
- La voz cautiva (1932-35),
- Andando, andando por el mundo (1931-35),
- Calendario completo del pan y del pescado (1933-34),
- La tierra que no alienta,
- Seis estancias,
- Llanto en la sangre (1933-37),
- El llanto subterráneo (1936),
- Tres cantos,
- Homenaje al poeta Federico García Lorca contra su muerte,
- Romances,
- Romancero general de la guerra de España,
- Cancionero menor para los combatientes (1938), y
- Destino fiel (recopilación de toda su poesía de guerra), Premio Nacional de Literatura en 1938.

Tercera etapa (exilio en México de 1939 a 1962): poesías que emanan un profundo sentimiento de desarraigo y soledad. La recta final de la trayectoria poética de Prados se dirige hacia una poesía cada vez más densa y filosófica, hacia el concepto de vida nueva, de solidaridad y amor, autoafirmándose en su independencia y en la visión abierta y vanguardista que siempre había defendido la Generación del 27.
- Memoria del olvido (1940),
- Jardín cerrado (1940-46),
- Mínima muerte (1944),
- Penumbras,
- Dormido en la yerba (1953),
- Río natural (1957),
- Circuncisión del sueño (1957),
- La piedra escrita (1961),
- Signos del ser (1962),
- Transparencias (1962),
- Cita sin límite (edición póstuma, en 1965), y
- ¿Cuàndo volverán? (1936 y 1939).

Bibliografía
- Hernández Pérez, Patricio: Emilio Prados: La memoria del olvido, Zaragoza: PUZ, 1988. 2 vols.